# Доналд Крејген
Доналд Крејген је измишљени лик кога је тумачио Ден Флорек у америчкој драми Ред и закон и њеном огранку Ред и закон: Одељење за специјалне жртве на каналу НБЦ. Крејген је капетан Одељења за убиства секретаријата унутрашњих послова Њујорка, а касније је постао капетан Одељења за специјалне жртве. Иако је опорављени алкохоличар, Крејген је полицијски ветеран одан својим службеницима. Он се појавио у прве три сезоне серије Ред и закон и петнаест серије Ред и закон: Одељење за специјалне жртве. Како се појавио у 400 епизода франшизе Ред и закон, Крејген је други по реду лик по броју епизода у којима се појавио у франшизи. Испред њега је једино Оливија Бенсон, један од главних ликова серије Ред и закон: Одељење за специјалне жртве.

## Позадина
Крејген потиче из ирско-католичке породице и дипломирао је на Католичком универзитету у Њујорку, мада су неке епизоде давале погрешне податке о школовању. Универзитет Сент Рејмонд назвао је матерњим факултетом у епизоди "Софоморски баксуз" у првој сезони, али је рекао да је у питању Сент Џон у епизоди "Правда" у трећој. Крајген је служио у Зеленим береткама у Посебним јединицама војске САД-а у Вијетнамском рату, а после се запослио у секретаријату унутрашњих послова Њујорка, где је био детектив Одељења за убиства и ортак Макса Гривија (Џорџ Џунџа). Крејген је у браку са стјуардесом Мари (Елен Тоби), али нема деце, иако је у грешком, у једној ранијој епизоди серије Ред и закон речено да можда имају ћерку у пубертету.
У епизооди "Рецепт за смрт" утврђено је да је Крејген излечени алкохоличар. Рекао је да му је проблем са алкохолом постао толико велики почетком каријере да је Гриви навалио да више неће да му буде ортак уколико не оде на Анонимне алкохоличаре. Крејген је на крају дотак'о дно кад је потегао пиштољ на једног таксисту док је беснео под дејством алкохола. После тог ужаса, он је престао да пије, отишао у АА и од тад је трезан. Ипак, он је признао да осећа потребу да мало попије због ужаса са којима се сусреће на послу.
Док је био у серији Ред и закон, Крејген је описан као особа која се лако раздражује кад се насекира. Кад се јавља на телефон, често се јавља са Шта је!?. Кад је прешао у Ред и закон: Одељење за специјалне жртве, постао је спокојнији. Градски политичари су га изнурили па више не иде на гласање. Он је обожавалац Њујоршких Метса и има потписану лоптицу за безбол у фиоци стола.
Крејгеново оружје у серији Ред и закон било је Смит и Весон модел 36 које је наставио да носи и у серији Ред и закон: Одељење за специјалне жртве. После му је оружје у серији Ред и закон: Одељење за специјалне жртве постало полуаутуматски Глок 19 калибра 9 милиметара.

## О лику
Флорек је тумачио лик од 1990. до 1993. године у изворној серији Ред и закон. Шест година касније поново је почео да тумачи улогу у серији Ред и закон: Одељење за специјалне жртве од почетка 1999. године до 2014. године.

### У серијиРед и закон
У епизоди "Плави зид", Крејгена је истраживала Унутрашња контрола због могућег мићења пошто су због доказа од петљању унутар одељења ослобођена тројица деоничара са Вол стрита у случају прања новца. Док су Гриви и детектив Мајк Логан (Крис Нот) истраживали случај како би доказали Крејгенову невиност, они су открили да је Крејгенов ментор Пит О’Фарел (Роберт Ленсинг) примао мито и сређивао намештање доказа. Крејген није хтео да учествује у истрази против О’Фарела, али кад су га окружни тужилац Адам Шиф (Стивен Хил) и ИПОТ притисли претњом да ће га оптужити, Крејген је пристао да носи микрофон током разговора са О’Фарелом што је на крају довело до његовог хапшења. Иако је доказао своју невиност у току поступка, Крејген је осећао кривицу због тога што је ухапшен његов бивши ментор и пријатељ.
Кад је Гриви убијен у епизоди "Признање", Крејген је између осталих носио ковчег на његовој сахрани.
Лик Крејгена је уклоњен из серије после треће сезоне, а последњи стални пут се појавио у епизоди "Добродушност". Иако његов одлазак није одмах објашњен, у епизоди "Лоша вера" у петој сезони је објашњено да је прешао да води Одељење за борбу против мићења. Њега је у Одељењу за убиства заменила поручница Анита ван Бјурен (Ш. Епата Меркерсон).

### Ван серијеРед и закон
После одласка из 27. испоставе, Крејген је био шест година начелник Одељења за борбу против мићења.
Крејген се срео са Логаном поново у пеизоди "Лоша вера" 1995. године током истраге Одељења за борбу против мићења против неких детектива Одељења за наркотике. Логан је истраживао смрт пријатеља и колеге детектива Била Марина па су га саслушали Крејген и еки детективи одељења због Маринових веза са детективима из наркотика. Логанова истрага Маринове смрти довела је до хапшења Џозефа Кролинског (Бил Рејмонд), бившег свештеника који је злостављао неколико дечака међу којима су били и Логан и Марино и преварио Марина да му доводи нове жртве. Кад се Логан осетио сукобљено око тога да ли да изнесе своје знајње о Мариновим учествовањима у тим злочинима, он се обратио Крејгену за савет. Крејген је разговарао са Логаном и на крају га убедио да не чини кривоклетство лагањем о Марину.
У филму Изгнан: Филм Ред и закон 1998. године, Крејген се други пут сусрео са 27. испоставом док је покушавао да ухапси мафијашког боса дон Ђанкарла Узилија (Тони Мусанте) због убиства 15-оро људи. Током истраге, Крејген је открио да не постоје само полицајци у 27. испостави које Узили плаћа, него да се и Логан умешао у истрагу о дону док је истраживао свој случај. Уз Логанову помоћ, Крејген је открио име једног од мићених полицајаца: свог бившег полицајца и доброг пријатеља Тонија Профаћија (Џон Фиоре).
У једном тренутку пре догађаја у серији Ред и закон: Одељење за специјалне жртве, Крејгенова супруга стјуардеса Марџ погинула је у паду ваздухоплова. Флорек је рекао по повратку улози у ОСЖ-у да су он и продуценти развили резервну причу у којој је Маџина смрт довела Крејгена до повратка пићу и плаћању проститутки у самоћи. У тој резервној причи, Крејген је постао капетан Одељења за специјалне жртве како не би дотакао дно. Већина приче није јасно речена ни у једној епизоди серије Ред и закон: Одељење за специјалне жртве.

### УОСЖ-у
Лик се поново појавио у серији Ред и закон: Одељење за специјалне жртве 1999. године у којој води биро посвећен решавању сексуалних деликата. У неколико првих епизода Крејген се поново сусрео са једним својим бившим детективом из 27. испоставе Ленијем Бриском (Џери Орбак), а у једном од тих сусрета поново је отворен случај низног убице који Бриско и Логан нису успели да реше шест година раније (што је приказанао у епизоди "Злочин" серије Ред и закон).
У епизоди "Ухођена" у првој сезони, Крејген је учествовао у тајној операцији у којој је једна његова детективка, Оливија Бенсон (Мариска Харгитеј) служила као мамац Ричарду Вајту (Брус Киркпатрик), низном силоватељу који ју је уходио. Кад је Вајт покушао да је нападне, Крејген је физички интервенисао и помогао његово хапшење.
У једној епизоди 2001. године, Крејген је пронашао отетог дечака чији су нестанак он и Гриви истраживали 1991. године док су истраживали и мићење у агенцији за усвајање. Крејген и његови детективи су касније утврдили да је мајка дечаковог оца убила његову мајку и дала дете агенцији за усвајање која му је пронашла дом. На крају је отац дечака добио старатељство.
У епизоди "Злочинац" у петој сезони, истрага убиства доевла је до осумњиченог Хавијера Веге (Џејмс Мекденијел), човека ког је Крејген ухапсио 1970. године и који се од тад променио и постао професор криминологије. Убеђен да је Вега крив, Крејген се лично умешао у истрагу која је довела до Вегиног хапшења и осуђивања. Кад су искрсли докази који доказују Вегину невиност, Крејген је погођен кривицом средио његово тренутно пуштање. Вега је касније отео правог убицу и претио му оружјем, али га је Крејген смирио и спасио кад је убице Веги узео пиштољ и покушао да га убије.
На почетку девете сезоне, Крејген је на кратко разрешен дужности због поступака неколико својих детектива, међу којима су били и помоћ Бенсонове полубрату бегунсу Сајмону Марсдену (Мајкл Вестон) и заташкавање њеног ортака Елиота Стаблера (Кристофер Мелони) ћеркину вожњу под дејством алкохола. Крејген је био присиљен да пређе у Начелништво детектива и да вођење дељења препусти новопеченом нареднику Џону Манчу (Ричард Белзер). Међутим, убрзо је враћен јер је Манч дозволио једној осумњиченој (Синтија Никсон) да лажира дисоцијативни поремећај личности како би била предата сестри на старатељство, а онда је побила своје родитеље. У 11. сезони је поново одаљен са дужности на 10 дана и речено му је да ће буде ли још неки проблем у одељењу добити отказ. У епизоди "Ејс" искористио је ватрено оружје против препродавца беба који је хтео да убије жртву силовања.
Током 13. сезоне, Крејген је више учествовао у случајевима ОСЖ-а. У епизоди "Руске младе", Крејген је отишао на тајни задатак како би намамио убицу младих млада које су давале оглас за удају, представљајући се као директор удружења за дечја права. Током разговора са својом "младом", он је поменуо да су он и његова супруга одувек хтели дете, али нису могли да га добију. Кад му је супруга имала побачај, он је рекао да су покушали да усвоје дете, али нису могли да нађу времена за поступак. Није потврђено да ли је Крејген причао о свом животу или се само сналазио у улози на тајном задатку. У епизоди "Ноћ Родијума" на крају 13. сезоне, Крејген се пробудио и открио у свом кревету тело младе девојке за пословну пратњу поред себе пререзаног гркљана, а њему руке обливене крвљу. Унутрашња контрола СУП-а га је удаљила са дужности док је истраживан због убиства. На почетку 14. сезоне, начелница бироа и ПОТ јединице за јавне користи Пола Фостер (Пејџет Брустер) истраживала је Крејгена због убиства девојка за пословну пратњу. Он је ухапшен и послат на Рајкершко острво. И детективи ОСЖ-а су радили на случају, покушавајући да докажу да му је смештено. Откривено је да Крејген јесте унајмљивао пар девојака за пословну пратњу због "дружења". Када је доказано да је девојку убила макроиња Дилија Вилсон (Брук Смит), Фостерова је одбацила оптужбе, али је најавила да ће га тужити за нека друга кривична дела, што је натерало Бенсонову и детективе ОСЖ-а да прекопају по њеним побудама. Бенсонова је открила да Фостерову плаћа Вилсонова. Детективи ОСЖ-а су ухапсили Фостерову чиме су оптужбе против Крејгена одбачене.
У епизоди "Унутрашња контрола" 15. сезоне, Крејген је тражио од Бенсонове да полаже нареднички испит и рекао јој да му се ближи одлазак у пензију и рекао јој да су му дани у ОСЖ-у одбројани. Крејген је званично објавио одлазак у пензију у епизоди "Амарово 1-80". Он је објаснио да иде са девојком Ајлин Швајцер (Мел Харис) на шестомесечно крстарење око света после чега би стекао године старости за пензију. Детективима је рекао да је била повластица радити са свима њима и најавио да ће Бенсонова преузети вођство као в.д. шеф.
У 16. сезони, Крејген се вратио у епизоди "Настрана правда" у којој је помогао наредници Бенсон и заступнику Бајарду Елису (Андре Брауер) у истрази силовања од пре 10 година. Крејген је искористио своје везе у 27. испостави како би помогао ОСЖ-у да дође до податка који другачије никако не би могли да добију.
У 23. сезони, Крејген помаже Бенсоновој, која је унапређена на његов стари положај капетана ОСЖ-а пошто је отишао у пензију, да истражи нерешен случај од пре 25 година који је он првобитно истраживао у разговору преко Фејстајма. Када је Бенсонова решила случај, Крејген јој је рекао колико је поносан што је постала капетанка.
Крејген се појавио у епизоди друге сезоне серије „Ред и закон: Организовани криминал“, огранка са Стаблером који сада ради као детектив за тајне задатке у Служби за борбу против организованог криминала СУП-а. У епизоди "Не могу да престанем", Стаблер одлази код Крејгена по одговоре у вези са гласинама да је његов покојни отац Џо који је такође био полицајац био прљав. Крејген одговара да не зна са сигурношћу да ли је старији Стаблер прекршио закон, али зна да је био добар полицајац у тешким временима за Њујорк.

## Награде и одликовања
Списак ордења и награда које је капетан Крејген добио.
|  | Орден Америчке заставе                                     |
|  | Почасни орден НЈ МУП-а                                     |
|  | Борбени крст НЈ МУП-а са златном звездицом (друга награда) |
|  | Орден НЈ МУП-а за заслуге                                  |
|  | Орден НЈ МУП-а за одлично обављање полицијских дужности    |

## Развој

### Стварање лика и избор глумца
Ден Флорек је први добио улогу Доналда Крејгена у епизоди "Свима омиљени политичар", пробној епизоди која је касније постала шеста епизода серије Ред и закон. Пробна епизода је снимљена и произведена 1988. године, а тек после две године је НБЦ поручио целу сезону. Док су чланови главне поставе Џунџа, Нот, Моријарти и Брукс испотписивали уговор са могућношћу да буду у главној постави и у целој сезони, Флорек није потписао такав уговор. Међутим, како није имао никаквих великих улога када је серија кренула са снимањем, он је био у могућности да се придружи главној постави серије. Флорек је живео у Венецији и Лос Анђелесу када је ушао у главну поставу па је морао да лети у Њујорк на снимање сваке епизоде.
Флорек је рекао током сезона серије Ред и закон, глумци и екипа имају велико достојанство и посветили су се прављењу нечег другачијег и да због тога снимање може бити непредвидиво. Ипак, Флорек је био узрујан због малог броја призора са њим, осећајући да лик није добро развијен и да је подцењен и да му се не путује због тако мало штива. Такође је осећао да му продукција и екипа не дају довољно простора за усмеравање и навођење око развијања лика, истакавши да није знао да је Крејген алкохоличар до после неколико недеља снимања. Као исход, Флорек је смишљао већи део лика сам и сналазио се у многим особинама лика и личности док није напустио серију.
Флорек је неколико пута покушао да напусти серију током прве сезоне под изговором да му није дато довољно призора. Творац серије Дик Волф га је убедио да остане, поготово због стабилности главне поставе пошто је Џунџа напустио серију после прве сезоне после чега га је заменио Пол Сорвино као наредник Фил Серета.

### Одлазак из серијеРед и закон
То су била два најгора телефонска позива која сам морао да обавим за 20 година колико се бавим продукцијом. "Ден" рекао сам "Види, ти си јако добар члан главне поставе, никад се ниси жалио, долазио си сваки дан на време и никад ниси био досадан к'о пролив. Добио си отказ."

 — Дик Волф о Флорековом отказу
Флорек је на крају добио отказ после треће сезоне по наредби Дона Олмајера, председника НБЦ-ове филијале на Западној обали како би се додало више женских чланова главној постави. Волф се противио тој одлуци, али је пристао јер је серија могла да се укине у супротном. Он је био један од глумаца који су добили отказ, а други је био Ричард Брукс који је играо помоћника окружног тужиоца Пола Робинета. Волф је описао обавештавања Флорека и Брукса о отказима као "буквално два најгора позива која сам морао да обавим у послу". Флорек је рекао да није одобравао како му је отказ "испод жита" дат.
После Флорековог одласка из серије, Волф је остао у споју са глумцем и пожелео је да ради поново са њим. Њихов наставак односа довео је до тога да Флорек режира неколико епизода серије Ред и закон као и да поново тумачи Крејгена у филму Изгнан: Филм Ред и закон. Кад га је Волф позвао да уђе у главну поставу серије Ред и закон: Одељење за специјалне жртве, комедија Тајни дневник Дезмонда Фајфера у којој је Флорек играо Абрахама Линколна је управо била отказана. Флорек је требало да игра у још једној комедији, али је продукција одложена што је дало глумцу слободно време.  Флорек се држао резервисано у вези прихватања улоге јер, како је рекао: "Нисам желео да се поново деси иста ствар окорелом, а небитном капетану". На крају је пристао да уђе у главну поставу, делом због тога што Олмајер није више радио за НБЦ. Кад је прихватио улогу, Флорек је тражио више слободе око усмеравања лика. Рекао је: "Желео сам да он одрасте и промени се и да буде више укључен".

## Пријем
Кад је серија Ред и закон: Одељење за специјалне жртве почела, уредник емисије Звезде из Вентуре Дејв Мејсон је рекао да је Крејгена "сјајно тумачио" Флорек и назвао однос Крејгена и Стаблера најјачим делом серије. Колумниста часописа Главна књига о звездама Алан Сепинвал је рекао да је лик Крејгена "показао више личности" у филму Изгнан и серији Ред и закон: Одељење за специјалне жртве него у изворној серији Ред и закон.